# 伊莱恩·梅
伊莱恩·梅（英語：Elaine May，1932年4月21日—），女，美国演员、导演、编剧。曾获得托尼奖最佳话剧女主角。

## 家庭
女儿珍妮·伯林。